# Observatório Internacional de Latitude
O Observatório Internacional de Latitude foi um conjunto de seis observatórios localizados no paralelo 39º 08' da latitude norte. Esses observatórios foram usados para medir a variação da latitude que ocorre como resultado da Wobble do planeta Terra sobre o seu eixo polar. Esses seis observatórios localizavam-se nestas regiões mostradas abaixo com as suas respectivas coordenadas.
- Cincinnati, Ohio, EUA N 39:08.3 84:25.4 W
- Gaithersburg, Maryland, EUA N 39:08:12.51 77:11:55.85 W
- Ukiah, Califórnia, EUA N 39:08:14.26 W 123:12:42.54
- Carloforte, Itália N 39:08:13.76 E 8:18:41.90
- Mizusawa, Iwate, Japão N 39:08.1 E 141:07.9
- Charjui, Turcomenistão N 39:08.0 66:52.9 E